# Échange de prisonniers entre les États-Unis et la Russie en 2024

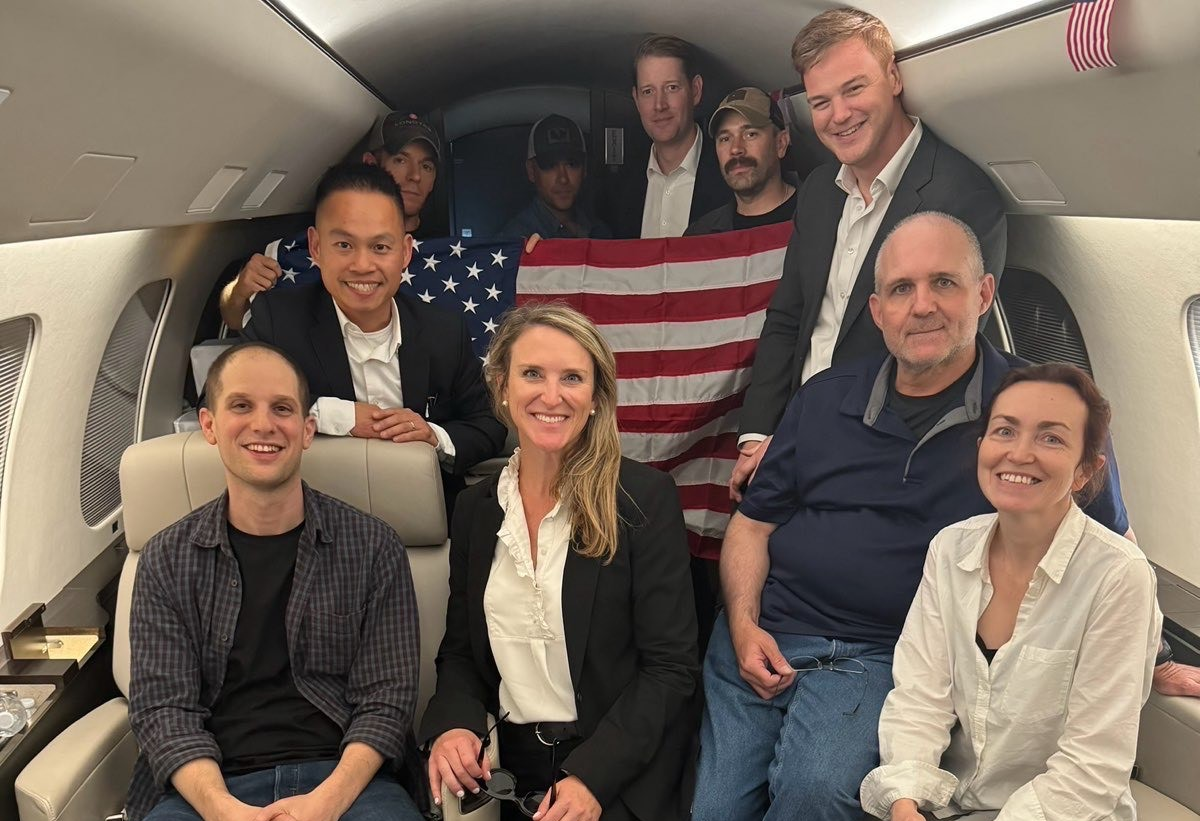
Les trois ressortissants américains libérés lors de l'échange sont rejoints par des responsables gouvernementaux et du personnel lors de leur vol de retour aux États-Unis : Evan Gershkovich (en bas à gauche), Paul Whelan (deuxième à droite), et Alsu Kourmasheva (en bas à droite)

Le 1er août 2024, les États-Unis et la Russie effectuent le plus grand échange de prisonniers depuis la fin de la guerre froide, impliquant la libération de vingt-six personnes.
À la suite d'au moins six mois de négociations multilatérales secrètes,, la Russie et la Biélorussie libèrent seize détenus, tandis que les États-Unis, l'Allemagne, la Pologne, la Slovénie et la Norvège libèrent collectivement huit détenus et deux mineurs. Parmi les personnes libérées se trouvent trois citoyens américains : Evan Gershkovich, reporter pour The Wall Street Journal, Alsu Kourmasheva, journaliste de Radio Free Europe/Radio Liberty, et Paul Whelan, ancien marine américain. Gershkovich et Whelan ont chacun été condamnés des peines de seize ans pour espionnage, attirant une attention publique et politique considérable aux États-Unis.
L'échange de prisonniers, qui est décrit comme l'un des plus complexes de l'histoire, se déroule à l'aéroport international Esenboğa en Turquie, dont le gouvernement sert de médiateur entre les deux parties. Selon les termes de l'accord, les huit ressortissants russes et les deux mineurs sont transférés en Russie, tandis que treize des prisonniers détenus par la Russie et la Biélorussie sont libérés en Allemagne et trois aux États-Unis. Les États-Unis et la Russie publient des déclarations saluant cet échange de prisonniers comme une victoire diplomatique significative,.

## Contexte
Pendant la guerre froide, les États-Unis et l'Union soviétique échangent régulièrement des prisonniers, principalement des espions, des officiers militaires ou d'autres agents gouvernementaux,. La fin de la guerre froide en 1991 entraîne une baisse marquée des activités d'espionnage, et donc des échanges de prisonniers, entre les États-Unis et l'État successeur de l'Union soviétique, la fédération de Russie ; le dernier échange massif de prisonniers entre les deux pays remonte à 2010, lorsque dix agents russes dormants détenus aux États-Unis dans le cadre du programme des Illégaux sont échangés contre quatre prisonniers détenus en Russie.
Au cours de la dernière décennie, la montée des tensions géopolitiques entre les États-Unis et la Russie entraîne une augmentation des échanges de prisonniers, impliquant de plus en plus souvent des dissidents politiques ou des personnes que le gouvernement américain considère comme « détenues à tort » par la Russie. En 2012, la Russie adopte une loi sur les agents étrangers qui est utilisée pour persécuter ceux considérés comme étant sous influence étrangère, les classant officiellement comme agents étrangers ; la portée de la loi est étendue en 2024. Depuis le début de la guerre russo-ukrainienne en 2014, et surtout depuis l'invasion à grande échelle de l'Ukraine par la Russie en 2022, le gouvernement russe intensifie ses répressions contre l'opposition intérieure et « l'influence étrangère ». Le 4 mars 2022, le président russe Vladimir Poutine signe une loi introduisant des peines de prison allant jusqu'à 15 ans pour diffusion de « fausses nouvelles » sur l'« opération militaire spéciale » de la Russie en Ukraine, telle que désignée par le discours officiel. Des milliers de Russes sont poursuivis en vertu de cette loi pour avoir critiqué la guerre en Ukraine, parmi eux le militant d'opposition Ilia Iachine et l'artiste Alexandra Skotchilenko.
Trevor Reed, un vétéran du Corps des Marines des États-Unis arrêté en Russie en 2019 pour avoir prétendument attaqué un policier, est libéré en avril 2022 en échange de Konstantin Iarochenko, un pilote russe et expert en transport aérien emprisonné aux États-Unis pour trafic de drogue. Moins d'un an après la libération de Reed, la basketteuse américaine Brittney Griner, arrêtée en février 2022 pour trafic de drogue, est échangée en décembre suivant contre le trafiquant d'armes russe Viktor Bout. Plusieurs analystes et responsables américains expriment leur inquiétude que la Russie use de la « diplomatie des otages » en se servant d'eux comme levier en réponse aux sanctions internationales imposées après l'invasion de l'Ukraine,. D'autres Américains détenus par la Russie, notamment l'ancien marine américain Paul Whelan et l'enseignant Marc Fogel, sont envisagés pour faire partie de l'accord d'échange, en même temps que Brittney Griner ; les négociations menant à sa libération ouvrent la voie à l'échange récent de vingt-six individus entre les deux pays et leurs alliés respectifs.
L'implication de la Biélorussie dans l'accord reflète la politique étrangère de Vladimir Poutine, qui envisage les États post-soviétiques comme la zone d'influence de la Russie et s'oppose à l'élargissement de l'OTAN dans cette région,. Selon des analystes occidentaux,, la Biélorussie agit sur la demande du Kremlin dans le cadre de l'union de la Russie et de la Biélorussie dominée par la Russie.

## Échange de prisonniers

### Négociations et préparation

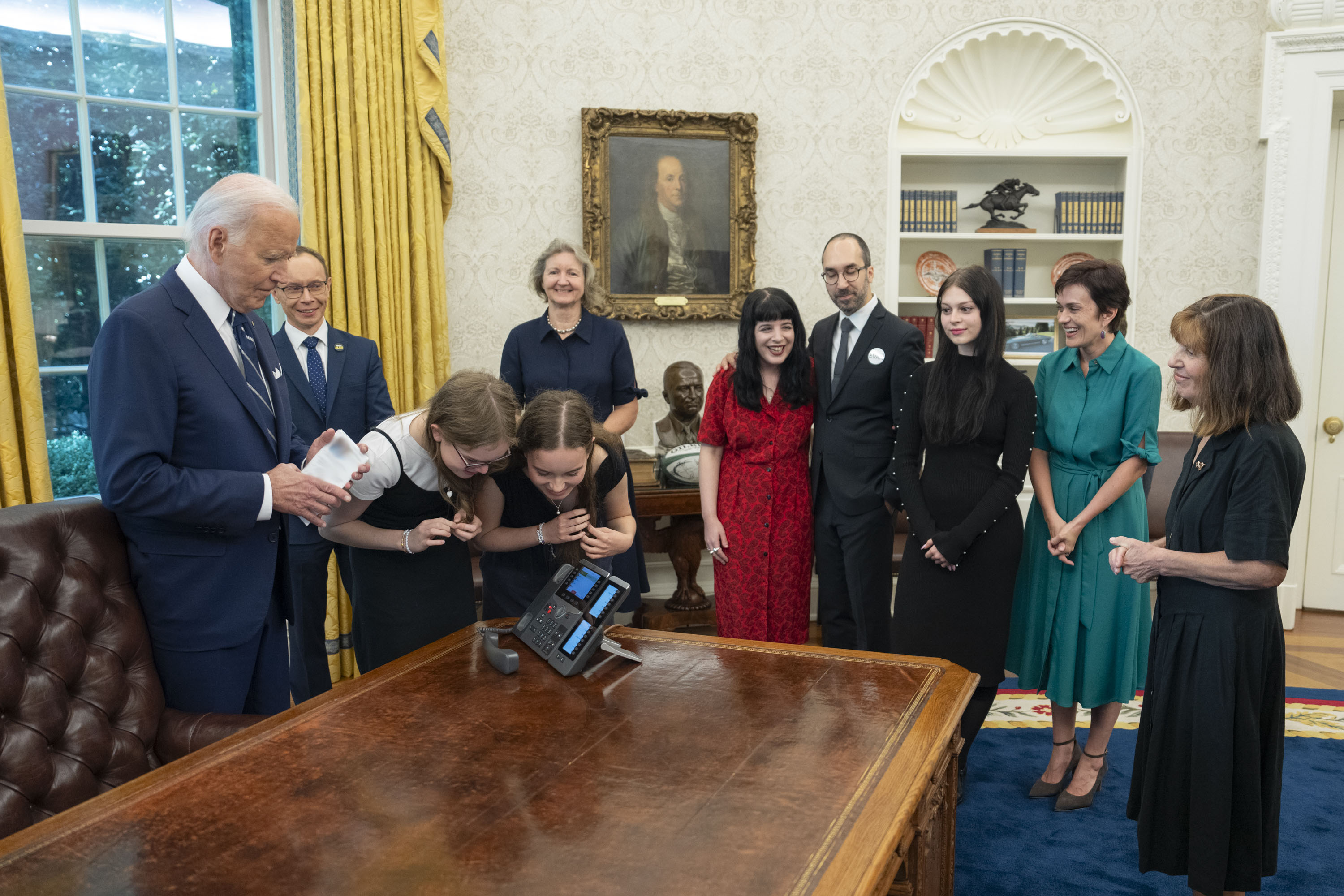
Président américain Joe Biden et membres de la famille des Américains libérés parlant avec les prisonniers par téléphone dans le Bureau ovale, après la libération des prisonniers américains

Lors d'un voyage à Washington, D.C. en février 2024, le chancelier allemand Olaf Scholz et les gouvernements allemand et américain commencent à travailler sur la manière de négocier un accord qui inclurait la libération du leader de l'opposition russe Alexeï Navalny.
La vice-présidente américaine Kamala Harris rencontre Scholz et le Premier ministre slovène Robert Golob séparément lors de la Conférence de Munich sur la sécurité en février 2024 pour discuter en privé des négociations. Après la mort de Navalny le premier jour de la conférence, expliquée par ses alliés comme un meurtre pour empêcher l'échange, la proposition se concentre sur d'autres prisonniers,.
Le 21 juillet, le président américain Joe Biden appelle le Premier ministre slovène Robert Golob pour obtenir les grâces nécessaires pour deux espions russes détenus dans le pays qui doivent être échangés dans le cadre de l'échange.
Dans les jours précédant l'échange, trois Russes sont transférés des installations opérées par le Bureau américain des prisons vers le United States Marshals Service.
La Turquie joue un rôle clé en tant que médiateur de l'échange et est nommée par le président Biden comme l'une des nations qui ont « intensifié leurs efforts » pour garantir la libération des prisonniers,. Le gouvernement turc, qui maintient des relations relativement chaleureuses avec les deux parties, supervise l'échange physique des prisonniers à l'aéroport d'Ankara Esenboğa.

### Personnes libérées
Vingt-six personnes, dont deux mineurs supposés être les enfants des deux espions russes en Slovénie, sont libérées,,. Marc Fogel et Ksenia Karelina ne sont pas inclus dans l'échange. Les personnes retournant en Russie viennent de divers pays : les États-Unis, l'Allemagne, la Slovénie, la Pologne et la Norvège.

#### Libérés par la Russie et la Biélorussie
Les personnes suivantes sont libérées par la Russie et la Biélorussie,, :
| Nom                    | Nationalité                           | Pays de détention | Détenu depuis | Occupation                                           | Accusations                                                          | Peine de prison  |
| ---------------------- | ------------------------------------- | ----------------- | ------------- | ---------------------------------------------------- | -------------------------------------------------------------------- | ---------------- |
| lilia Tchanycheva      | Russie                                | Russie            | 2021          | Coordinatrice régionale du siège de Navalny à Oufa   | Extrémisme                                                           | 9,5 ans          |
| Ksenia Fadeïeva (ru)   | Russie                                | Russie            | 2023          | Coordinatrice régionale du siège de Navalny à Tomsk  | Extrémisme                                                           | 9 ans            |
| Vadim Ostanine         | Russie                                | Russie            | 2021          | Coordinateur régional du siège de Navalny à Barnaoul | Extrémisme                                                           | 9 ans            |
| Evan Gershkovich       | États-Unis                            | Russie            | 2023          | Reporter du Wall Street Journal                      | Espionnage                                                           | 16 ans           |
| Vladimir Kara-Mourza   | Russie Royaume-Uni                    | Russie            | 2022          | Militant politique d'opposition                      | Trahison                                                             | 25 ans           |
| Rico Krieger           | Allemagne                             | Biélorussie       | 2024          | Employé de la Croix-Rouge                            | Terrorisme                                                           | Peine de mort    |
| Alsu Kourmasheva       | Russie États-Unis                     | Russie            | 2023          | Journaliste pour Radio Free Europe/Radio Liberty     | Diffusion de fausses informations sur l'armée russe                  | 6,5 ans          |
| Kevin Lik              | Russie Allemagne                      | Russie            | 2023          | Lycéen                                               | Trahison                                                             | 4 ans            |
| Herman Moyjes          | Russie Allemagne                      | Russie            | 2024          | Avocat spécialisé en droit de l'immigration          | Trahison                                                             | Pas de procès    |
| Oleg Orlov             | Russie                                | Russie            | 2024          | Militant pour les droits de l'homme                  | Discrédit de l'armée russe                                           | 2,5 ans          |
| Andreï Pivovarov       | Russie                                | Russie            | 2021          | Dirigeant de l'organisation politique Open Russia    | Activités d'une organisation indésirable                             | 4 ans            |
| Patrick Schöbel        | Allemagne                             | Russie            | 2024          | Technicien, était en touriste en Russie              | Trafic de drogue (6 oursons en gélatine enduits d'huile de cannabis) | Pas de procès    |
| Alexandra Skotchilenko | Russie                                | Russie            | 2022          | Artiste et autrice                                   | Diffusion de fausses informations sur l'armée russe                  | 7 ans            |
| Demouri Voronine       | Russie Allemagne                      | Russie            | 2021          | Politologue                                          | Trahison                                                             | 13 ans et 3 mois |
| Paul Whelan            | États-Unis Canada Irlande Royaume-Uni | Russie            | 2018          | Cadre en sécurité et ancien marine américain         | Espionnage                                                           | 16 ans           |
| Ilia Iachine           | Russie                                | Russie            | 2022          | Militant politique d'opposition                      | Diffusion de fausses informations sur l'armée russe                  | 8,5 ans          |

#### Citoyens russes libérés par les pays occidentaux
Les personnes suivantes sont libérées par les pays occidentaux,, :
| Nom                            | Nationalité    | Pays de détention   | Détenu depuis | Occupation                                   | Accusations                            | Peine de prison     |
| ------------------------------ | -------------- | ------------------- | ------------- | -------------------------------------------- | -------------------------------------- | ------------------- |
| Artem Doultsev                 | Russie         | Slovénie            | 2022          | Espions sous couverture, SVR                 | Espionnage                             | 19 mois             |
| Anna Doultseva                 | Russie         | Slovénie            | 2022          | Espions sous couverture, SVR                 | Espionnage                             | 19 mois             |
| Pablo González (Pavel Rubtsov) | Russie Espagne | Pologne             | 2022          | Journaliste, suspecté d'être un agent du GRU | Espionnage                             | Pas de procès       |
| Vladislav Kliouchine           | Russie         | États-Unis          | 2023          | Homme d'affaires                             | Fraude                                 | 9 ans               |
| Vadim Konochtchenock           | Russie         | Estonie États-Unis  | 2022          | Suspecté d'être agent du FSB                 | Complot pour évasion des sanctions     | Pas de condamnation |
| Vadim Krassikov                | Russie         | Allemagne           | 2021          | Officier du FSB                              | Meurtre (de Zelimkhan Khangoshvili)    | Prison à vie        |
| Mikhaïl Mikouchine             | Russie         | Norvège             | 2022          | Chercheur, suspecté d'être agent du GRU      | Espionnage                             | Pas de procès       |
| Roman Seleznev (en)            | Russie         | Maldives États-Unis | 2014          | Pirate informatique                          | 38 chefs d'accusation liés au piratage | 27 ans              |

## Réactions

### États-Unis
Aux États-Unis, le représentant républicain Michael McCaul, président du Comité des affaires étrangères de la Chambre des représentants, salue la réussite l'échange et affirme que le président russe Vladimir Poutine a une « stratégie de détention d'individus pour des négociations ».
Le candidat républicain à la présidence et ancien président Donald Trump qualifie l'échange de « victoire pour Poutine » et déclare que cela « crée un très mauvais précédent » pour les États-Unis. Il se demande également si de l'argent est impliqué dans l'accord,. Son colistier, JD Vance, qualifie cependant l'échange de « bonne nouvelle », et affirme que Trump mérite du crédit pour cela, affirmant que Poutine est motivé pour « nettoyer » par la peur d'une future présidence Trump.
L'annonce de l'échange est faite par Bloomberg avant l'atterrissage de l'avion en Turquie ; cela est critiqué par d'autres médias car les informations fournies par la Maison-Blanche aux journalistes sont sous embargo jusqu'à ce que les individus soient libérés avec succès.
Après avoir terminé un match des Jeux olympiques d'été de 2024 avec l'équipe des États-Unis, gagnant 87–73 contre la Belgique, la basketteuse Brittney Griner, dont la libération devait se faire en même temps que Paul Whelan avant qu'elle ne soit échangée contre Viktor Bout, exprime une grande joie en apprenant l'échange de prisonniers. Elle déclare qu'elle est « ravie pour les familles en ce moment. Tout jour où des Américains rentrent chez eux, c'est une victoire ». Elle ajoute également que « bien qu'aujourd'hui soit un jour de célébration, nos cœurs vont aux nombreux Américains encore détenus en otage à l'étranger, et à leurs familles. Alors que nous soutenons ceux qui sont revenus et célébrons les mains collectives qui ont contribué à réunir des familles américaines – nous devons continuer à faire tout ce que nous pouvons pour mettre en lumière les Américains encore détenus ».

### Norvège
Le Premier ministre Jonas Gahr Støre décrit l'échange comme un dilemme difficile : « Normalement, nous voulons que les personnes arrêtées et soupçonnées de crimes dans nos pays soient jugées et éventuellement poursuivies conformément à nos principes de l'État de droit. Donc, intervenir dans ce processus est une affaire très sérieuse. Mais vous devez évaluer cela dans un contexte plus large. Et ce contexte plus large indique qu'il était juste de le faire ».
Le ministre des Affaires étrangères Espen Barth Eide déclare que l'échange fait partie d'un objectif plus large, pour lequel il est important pour la Norvège d'agir en tant que bon allié et de contribuer là où d'autres pays ont eu de grands besoins et où la Norvège a pu apporter son aide. Il commente également le cas de Mikhaïl Mikouchine, un agent suspecté du GRU emprisonné en Norvège : « Cet échange est pratiquement le plus proche que l'on puisse obtenir d'une confirmation officielle qu'il est un officier du renseignement russe et non un chercheur brésilien, comme il l'a initialement prétendu ».

### Russie
Le service de presse du Kremlin déclare que « la décision de signer des décrets de grâce a été prise dans le but de ramener des citoyens russes détenus et emprisonnés dans des pays étrangers ». Il est noté que la partie russe est reconnaissante à la direction de tous les pays qui ont contribué à la préparation de l'échange et remercie également Alexandre Loukachenko pour avoir gracié Rico Krieger, qui avait été condamné à mort en Biélorussie.
Selon Meduza, les médias d'État et pro-gouvernementaux reçoivent des recommandations du bloc d'information du Kremlin sur la manière de couvrir l'échange. Lorsqu'il est question de prisonniers politiques, les peines spécifiques reçues par les participants à l'échange doivent être mentionnées. Les prisonniers politiques russes doivent être qualifiés de « fauteurs de troubles et de traîtres », « agents de l'Occident », et que « rien de grave ne s'est passé – nous nous sommes débarrassés du superflu ». Les citoyens russes de retour au cours de l'échange doivent être présentés comme ayant « travaillé pour la Patrie » ; ainsi, dans les rapports sur Vadim Krassikov, il doit être indiqué qu'il « a éliminé un commandant de terrain, un ennemi ».
Novaïa Gazeta note que les médias pro-gouvernementaux russes couvrent généralement le sujet de l'échange de prisonniers de manière retenue, principalement sous forme de nouvelles : des Russes sont échangés contre « un groupe de personnes qui ont agi dans l'intérêt d'États étrangers et mené des activités subversives ». Dans ce format, le vice-président du Conseil de sécurité de la Russie, Dmitri Medvedev, commente l'échange, déclarant qu'il est nécessaire de « récupérer les nôtres » en échange de traîtres.

### Allemagne
Libérés dans le cadre de l'échange, les figures de l'opposition Andreï Pivovarov, Vladimir Kara-Mourza et Ilia Iachine, ont des sentiments mitigés à propos de l'accord. Kara-Mourza déclare que l'article 61 de la Constitution de la Russie interdit de déporter les citoyens s'ils ne sont pas d'accord. Aucun d'entre eux ne l'a fait ou n'a même été sollicité à ce sujet. Iachine ajoute qu'il est russe, un homme politique russe, et se voit comme un patriote, dont la place est en Russie.
Il dit également qu'il est difficile d'accepter qu'il est libre « parce qu'un meurtrier est libre », en référence à Vadim Krassikov, un Russe condamné pour le meurtre d'un ancien militant tchétchène à Berlin en 2019 et libéré dans le cadre de l'accord.
Ils sont transportés en Allemagne après leur libération et rencontrés par le chancelier allemand Olaf Scholz à l'aéroport de Bonn Cologne.
« Il n'a été facile pour personne de prendre cette décision de déporter un meurtrier condamné à la réclusion à perpétuité après seulement quelques années de prison », déclare Scholz à l'aéroport. Il ajoute qu'il a pris cette décision par obligation de protéger les ressortissants allemands et par solidarité avec les États-Unis.
Vladimir Kara-Mourza défend la décision de Scholz, affirmant que la seule chose qui compte est que des vies humaines ont été sauvées en concluant l'accord.

### Turquie
Le ministre turc des Affaires étrangères Hakan Fidan salue une opération « historique » et félicite le personnel de l'Organisation nationale du renseignement qui a participé à l'opération. « La Turquie continuera d'être le centre de la diplomatie pacifique conformément à la vision du président Recep Tayyip Erdoğan », ajoute-t-il.
Le service de presse du ministère turc des Affaires étrangères déclare que « depuis le tout début du processus de négociation jusqu'à l'instant final des échanges, toutes les mesures de sécurité, la planification logistique et les besoins de l'opération ont été gérés par l'Organisation nationale du renseignement ».

### Organisations
Reporters sans frontières déclare que Gershkovich « n'aurait jamais dû passer un seul jour dans une prison russe », et leur directrice de campagne Rebecca Vincent qualifie son arrestation de « scandaleuse ». Le Centre européen pour la liberté de la presse et des médias célèbre sa libération prévue. La directrice générale du Comité pour la protection des journalistes, Jodie Ginsberg, demande la libération de tous les journalistes détenus en Russie.